# Леонтий Неаполитанский
Леонтий Неаполитанский (лат. Leontius, итал. Leonzio; умер в 652 или 653) — епископ Неаполя (648/649—652/653); святой, почитаемый в Римско-католической церкви (день памяти — 26 июля).

## Биография
Основной исторический источник о святом Леонтии Неаполитанском — написанная на рубеже VIII—IX веков анонимным автором первая часть «Деяний неаполитанских епископов».
О происхождении и ранних годах жизни Леонтия сведений не сохранилось. Он взошёл на епископскую кафедру Неаполя в 648 или 649 году после скончавшегося незадолго до того Евсевия. Согласно средневековым источникам, кандидатуру Леонтия предложил неаполитанцам папа римский Мартин I.
В октябре 649 года Леонтий Неаполитанский участвовал в Латеранском соборе, на котором были осуждены приверженцы монофелитства.
Сохранился изготовленный по повелению епископа Леонтия украшенный драгоценными камнями золотой крест, в котором находилась частица Животворящего древа. Эта реликвия в Средние века была одной из наиболее почитаемых прихожанами Неаполитанской епархии.
Пробыв епископом четыре года, Леонтий скончался в 652 или 653 году. Его преемником был святой Адеодат.
Известный своим благочестием, уже вскоре после смерти Леонтий стал почитаться неаполитанцами как святой. Об этом свидетельствует упоминание его имени в мартирологе IX века, автор которого использовал для его составления более ранние церковные источники. День памяти святого Леонтия Неаполитанского отмечается 26 июля.
Отождествление святого Леонтия Неаполитанского с одноимённым епископом Неаполя Кипрского (современного Лимасола) является ошибочным.